# Ґебгард I фон Вальдбург
Ґебгард I Трухзес фон Вальдбург-Траухбург (нім. Gebhard I. Truchseß von Waldburg-Trauchburg; 10 листопада 1547 — 31 травня 1601) — церковний і державний діяч Священної Римської імперії, 56-й архієпископ Кельна-курфюрст і 28-й герцог Вестфалії в 1577—1583 роках. Низкою дослідників рахується як Ґебгард II.

## Життєпис

### Молоді роки
Походив зі швабського шляхетського роду Вальдбургів, його Якобитської гілки (відома як Вальдбург-Траухбург). Предки були спадковими імперськими трухзесами (на кшталт сенешалів) Верхньої Швабії. Другий син Вільгельма фон Вальдбург-Траухбурга, фрайгерра в Фрідберзі, Шеєрі та Траухбурзі, і Йоганни фон Фюрстенберг. Народився 1547 року в Гайлігенберзі. Замолоду визначено для нього церковну кар'єру. 1558 року його стрийко кардинал Отто фон Вальдбург, єпископ Аугсбургу, взяв Ґебгарда до себе на виховання. Навчався в університетах Діллінгену, Інгольштадту, Левену та Перуджі.
1561 стає членом капітулу Кельнського собору. 1562 року призначено каноніком базиліки Св. Гереона в Кельні. 1566 року помирає його батько. 1567 року Ґебгарда фон Вальдбурга було висвячено на іподиякона і призначено каноніком собору в Страсбурзі та каноніком собору в Еллвангені. 1569 року стає каноніком Вюрцбурзького собору. Втім весь цей час він мешкав в Аугсбурзі.
1571 року призначається дияконом Страсбурзького собору. 1574 року обирається пробстом Аугсбурзького собору. Того ж року отримує посаду декана собору Страсбургу. Згодом долучився до соборного капітулу Кельна в протистоянні з архієпископом Залентіном фон Ізенбургом.

### Архієпископ
1577 року після відставки останнього фон Вальбург став кандидатувати на вакантну посаду. Йому протистояв Ернст Баварський. Втім більшість місцевих станів та міст побоювалися посилення Баварії в Кельнському курфюрстві, посилення більш жорсткої лінії католицької партії. Тому перемогу здобув Ґебгард фон Вальдбург з невеликою перевагою 12 проти 10.
У березні 1578 року отримав папське підтвердження, склавши Тридентський символ віри. Спочатку надав підтримку єзуїтам в Кельні проти волі тамтешнього магистрату. У квітні того ж року отримав регалії від імператора Рудольфа II Габсбурга, увійшовши до колегії курфюрстів. 1580 року отримав паллій. 1579 року допоміг імператорові організувати в Кельні мирний конгрес між представниками Іспанії та повсталими Нідерландами. Тут Ґебгард I фон Вальдбург підтримував політичні та релігійні вимоги іспанців. Внаслідок цього в архієпископа погіршилися стосунки з Вільгельмом Оранським та його родичами з Нассауського дому.
1580 року закохався в лютеранку Агнес фон Мансфельд. Але та не бажала бути лише коханкою. Тому виник план одруження архієпископа. Для цього потрібно було навернутися до лютеранства. Спочатку фон Вальдбург звернувся до капітулу щодо видання наказу про вільне сповідування віри, але наштовхнувся на спротив. Також папа римський Григорій XIII спрямував архієпископу Кельна лист з зостереженням.
1582 року відбувся відкритий конфлікт з капітулом та католицькою партією на чолі із Фрідріхом фон Саксен-Лауенбург. Тоді Ґебгард I фон Вальдбург відступив до Бонна, де став збирати війська. Його підтримала частина міст й станів, а також впливові графи Веттерау. 19 грудня 1582 року Ґебгард I фон Вальдбург публічно відмовився від католицької церкви та перейшов до кальвінізму. Він надав право підданих бути вільними у виборі конфесії. 2 лютого 1583 року в Бонні одружився з Агнес фон Мансфельд. Разом з тим більшість духівництва залишалася католицькою. В свою чергу фон Вальдбург оголосив, що залишається архієпископом. Втім такі рішення порушували принципи Аугсбурзького миру, де постулат «cuius regio, eius religio» — «чия влада, того і віра» не торкався духовних князів. У випадку переходу архієпископа до протестантизму, він мав би зректися сану і влади. Але Ґебгард фон Вальдбург бажав провести секуляризацію Кельнської архієпархії, перетворивши її на герцогства. Втім католики імперії не бажали цього, оскільки в колегії курфюрстів збільшувалася б кількість протестантів.
Спочатку військове протистояння відбувалося в землях уздовж Рейну. Зрештою на бік католиків перейшли стани герцогства Вестфальського. Втім доволі швидко Ґебгард фон Вальдбург відновив владу в Вестфалії, вигнавши лідера католиків Ебергарда цу Зольм-Ліха до Дортмунду. У Вестфалії розпочав впровадження протестантських канонів, які зустріли частковий опір.
1 квітня 1583 року Ґебгарда було відлучено від церкви та позбавлено сану і посади папою римським Григорієм XIII. Капітул Кельнського собору обрав архієпископом Ернста Баварського. Останньому на допомогу прийшов брат Вільгельм V Віттельсбах, герцог Баварії, а потім підтримку надала Іспанія. В свою чергу фон Вальдбург отримав військову допомогу від Йоганна Казимира Віттельсбаха, пфальцграфа Лаутерна і регента курфюрства Пфальц. Завдяки цьому було завдано поразки кельнським католикам в битві біля Гюльса. За допомоги графа Адольфа фон Мерса було захоплено місто Райннберг. Аде 7 грудня 1583 року іспано-баварські війська захопили Годесбург поблизу Бонну. Ґебгард фон Вальдбург втік до Верля в Вестфалії. Втім й тут зустрів опір, вннаслідок чого 1584 року вимушений був відступити до Нідерландів. Тут деякий час вів перемовини з представниками Єлизавети I, королеви Англії, стосовно отримання військової допомоги, втім марно. Наступним архієпископом став Ернст.

### Останні роки
Отримавши допомогу від Вільгельма Оранського 1585 року вдерся до Кельнського курфюрства. Того ж року став претендувати на спадщину свого померлого брата Крістофа — панство Калленберг і місто Нусплінген, які зайняли війська Вюртембергу. Втім не досяг успіху. 1587 року захопив Бонн, який було суттєво зруйновано. 1588 року зазнав остаточної поразки, хоча окремі сутички тривали до 1589 року. 1589 року перебрався до Страсбургу, де став деканом місцевого собору. Помер тут у 1601 році.